# Indicador de posición

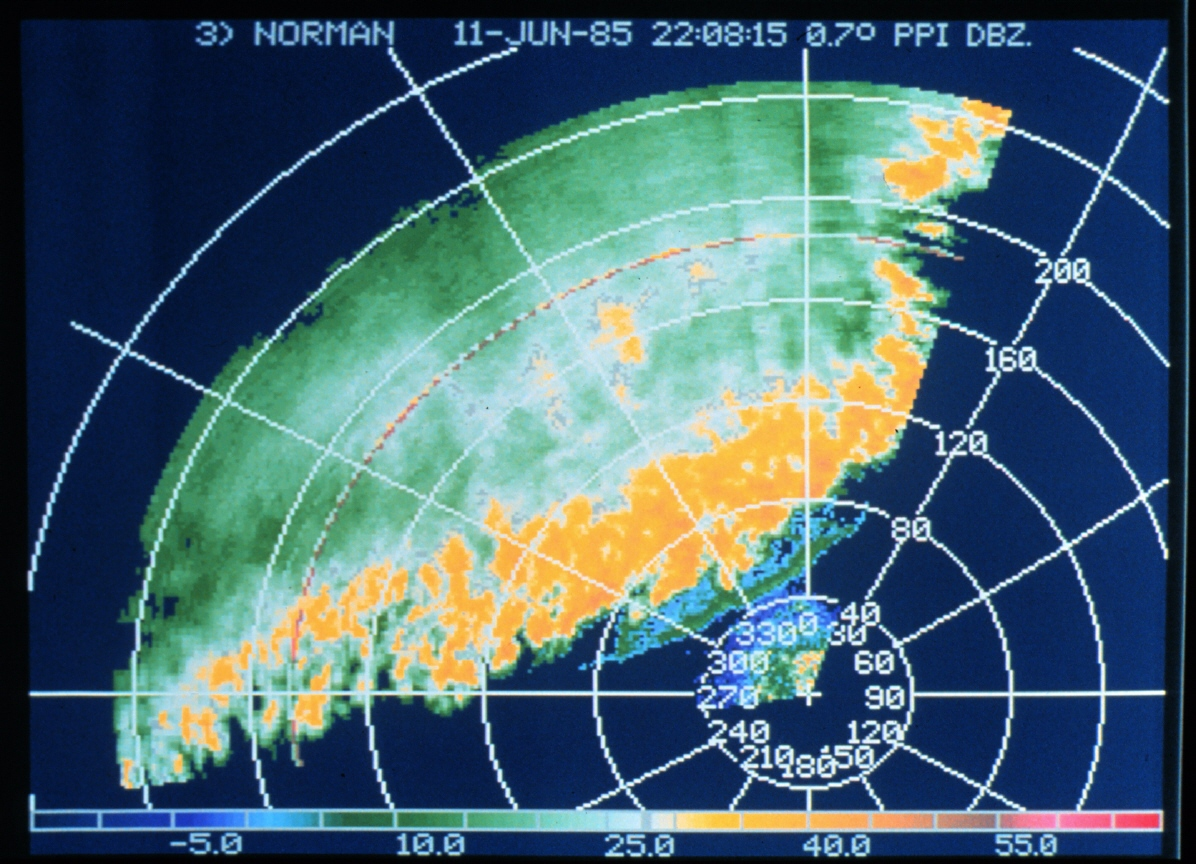
PPI (NOAA)

El indicador de posición (acrónimo en inglés PPI para "plan position indicator", es el más común tipo de salida de pantalla de radar. La antena del radar es representada usualmente en el centro del display, tal que la distancia desde él pueda representarse como círculos concéntricos. Al rotar la antena de radar, una traza radial se observa en el PPI.
Usualmente, el norte se representa arriba al tope de la imagen, excepto en caso de radares de barcos o de aeronaves, donde el tope representa el frente del móvil, i.e., su curso de navegación (dirección de viaje) y esto se representa con una lubber line. La señal representada es la reflectividad a solo una elevación de la antena, por lo que es posible tener muchos PPI al mismo tiempo, uno por cada elevación de antena. 
La pantalla de PPI fue primero usada antes de la Segunda Guerra Mundial en un sistema experimental de radar en las afueras de Berlín. La primera producción de PPI se hace en el Establecimiento de Investigaciones en Telecomunicaciones, Reino Unido con el radar H2S del sistema de antibombardeos de la Segunda Guerra Mundial.
El PPI se usa en muchos dominios de radares, incluyendo control del tráfico aéreo, meteorología, a bordo de barcos, aeronaves, etc. En meteorología, con el sistema de display de indicación de posición a altitudes constantes (Constant Altitude Plan Position Indicator CAPPI) solo cuando se cuenta con escaneo multiángulos. Usando computadoras para procesar los datos, las instalaciones de sónar pueden imitar los displays de radar PPI.
(Diagrama de bloques)